# Kauern
Kauern é um município da Alemanha localizado no distrito de Greiz, estado da Turíngia.  Pertence ao Verwaltungsgemeinschaft de Ländereck.

## Demografia
Evolução da população (a partir de 1994 em 31 de dezembro):
| - 1933 - 283 - 1939 - 266 - 1994 - 470 - 1995 - 483 - 1996 - 482 | - 1997 - 473 - 1998 - 478 - 1999 - 461 - 2000 - 475 - 2001 - 479 | - 2002 - 470 - 2003 - 460 - 2004 - 447 - 2005 - 443 - 2006 - 449 |

 Fonte a partir de 1994: Thüringer Landesamt für Statistik